# Piaski (Lututów)
Piaski – część miasta Lututów w Polsce, położona w województwie łódzkim, w powiecie wieruszowskim, w gminie Lututów.
Wchodzi w skład sołectwa Lututów-Piaski.
W latach 1975–1998 Piaski należały administracyjnie do województwa sieradzkiego.
Do 2005 wieś, następnie część wsi Lututów, od 2020 r. gdy Lututów został miastem Piaski zostały częścią miasta. Dawna wieś Piaski tworzy w Lututowie ulicę Piaski.
W pobliżu Piasków 15 czerwca 1863 roku podczas powstania styczniowego została stoczona bitwa zwana bitwą pod Lututowem.